# Парадокс Ябло
Парадокс Ябло (англ. Yablo's paradox) — это логический парадокс, похожий на парадокс лжеца. Был опубликован Стефаном Ябло в 1993 году. Важность этого парадокса в том, что, хотя он похож на парадокс лжеца и разные его варианты, этот парадокс, по крайней мере на первый взгляд, избегает самореференции. Правда, многие считают, что это только на первый взгляд, и самореференция «спрятана» внутри парадокса.

## Парадокс и анализ
Возьмём бесконечное число утверждений:
(S1): все Sk для k > 1 ложны.
(S2): все Sk для k > 2 ложны.
(S3): все Sk для k > 3 ложны.
…
В частности, следует обратить особое внимание на тот факт, что каждое утверждение ничего не говорит о своей собственной истинности или ложности, даже косвенным способом, так как оно утверждает что-то лишь об утверждениях с большими номерами, и для всех них это тоже верно.
Возьмём любое утверждение Sk. Ложно оно или истинно? Предположим, что истинно. Тогда Sk+1, Sk+2 и т. д. все ложны. Но ложность Sk+2, Sk+3, и т. д. — как раз то, что утверждает Sk+1. Поэтому получаем противоречие: с одной стороны, Sk+1 ложно (прямое следствие истинности Sk), с другой стороны, — истинно (прямо следствие ложности Sk+2, Sk+3, Sk+n). Раз мы достигли противоречия, значит, наше предположение было неверным, и Sk на самом деле ложно. Это верно для любого k.